# Anania luctualis
Anania luctualis − gatunek ćmy z rodziny wachlarzykowatych, występujący w Chinach, w Japonii i w Europie, również w Polsce.
Rozpiętość skrzydeł tego gatunku wynosi ok. 25 mm.